# لاپیلس
لاپیلِس (انگلیسی: Lapillus; ‎/ləˈpɪləs/‎; کره‌ای: 라필루스; لاتین‌نویسی اصلاح‌شده: Rapilruseu; مک‌کیون–ریشاور: Rap'illusŭ) گروه دخترانه اهل کره جنوبی است که توسط ام‌ال‌دی شکل گرفته و مدیریت می‌شود. این گروه شامل شش عضو است: شانتی، شانا، یوئه، به‌سی، سو وون و هه‌اون. گروه در ۲۰ ژوئن ۲۰۲۲ با انتشار آلبوم تک‌آهنگ هیت یا! فعالیتش را آغاز کرد.

## اعضا
- شانتی (샨티) – وکالیست[۱]
- شانا (샤나) – لیدر، وکالیست[۱]
- یوئه (유에) – وکالیست، رقصنده[۱]
- به‌سی (베시) – وکالیست رپر[۱]
- سو وون (서원) – رپر[۱]
- هه‌اون (하은) – رقصنده، وکالیست، رپر[۱]